# ماركو سولدو
ماركو سولدو (بالألمانية: Marko Soldo)‏ هو لاعب كرة قدم نمساوي في مركز حراسة المرمى، ولد في 13 سبتمبر 1996 في النمسا. لعب مع نادي فولفسبيرغر.

## وصلات خارجية
- ماركو سولدو على موقع قاعدة بيانات كرة القدم.إي يو (الإنجليزية)
- ماركو سولدو على موقع عالم كرة القدم.نت (الإنجليزية)